# 普魯士的路易絲·瑪格麗塔
普魯士的路易斯·玛格丽特公主（德語：Princess Louise Margaret，1860年7月25日—1917年3月14日），是腓特烈·卡爾亲王的幼女——第4个女儿（她的姐姐夭折，形同是第3个女儿）。她在1879年與英國維多利亞女王的第三子阿瑟王子結婚，成為维多利亚女王的三儿媳。
她與丈夫育有两女一子，她的外孙女是丹麦女王玛格丽特二世的母亲。